# Inteligência fluida e cristalizada
Os conceitos de inteligência fluida (gf) e inteligência cristalizada (gc) foram introduzidos em 1963 pelo psicólogo Raymond Cattell.   De acordo com a teoria psicométrica de Cattell, a inteligência geral (g) é subdividida em gf e gc. A inteligência fluida é a capacidade de resolver novos problemas de raciocínio e está correlacionada com uma série de habilidades importantes, como compreensão, resolução de problemas e aprendizado.  A inteligência cristalizada, por outro lado, envolve a capacidade de deduzir abstrações relacionais secundárias aplicando abstrações relacionais primárias previamente aprendidas. 

## História
Inteligência fluida e cristalizada são construtos originalmente propostos por Raymond Cattell.  Os conceitos de inteligência fluida e cristalizada foram desenvolvidos por Cattell e seu ex-aluno John L. Horn.   

## Inteligência fluida versus inteligência cristalizada
A inteligência fluida (gf) refere-se a processos básicos de raciocínio e outras atividades mentais que dependem apenas minimamente de aprendizagem prévia (como educação formal e informal) e aculturação. Horn observa que não tem forma e pode "fluir" para uma ampla variedade de atividades cognitivas.  As tarefas que medem o raciocínio fluido exigem a capacidade de resolver problemas de raciocínio abstrato. Exemplos de tarefas que medem a inteligência fluida incluem classificações de figuras, análises de figuras, séries de números e letras, matrizes e associados emparelhados. 
A inteligência cristalizada (gc) refere-se a procedimentos e conhecimentos aprendidos. Reflete os efeitos da experiência e da aculturação. Horn observa que a habilidade cristalizada é um "precipitado da experiência", resultante da aplicação prévia da habilidade fluida que foi combinada com a inteligência da cultura.  Exemplos de tarefas que medem a inteligência cristalizada são vocabulário, informações gerais, analogias de palavras abstratas e a mecânica da linguagem. 

## Relação com a teoria do desenvolvimento cognitivo de Piaget
Os pesquisadores ligaram a teoria das habilidades fluidas e cristalizadas à teoria do desenvolvimento cognitivo de Piaget.   A capacidade fluida e a inteligência operativa de Piaget dizem respeito ao pensamento lógico e à "edução de relações" (uma expressão que Cattell usava para se referir à inferência de relações). A habilidade cristalizada e o tratamento de Piaget da aprendizagem cotidiana refletem a impressão da experiência. Como a relação da habilidade fluida com a inteligência cristalizada, a operatividade de Piaget é considerada anterior e, em última análise, fornece a base para o aprendizado diário. 

## Medição da inteligência fluida

### Matrizes progressivas de Raven
As Matrizes Progressivas de Raven (MPR)  são uma das medidas mais comumente usadas de capacidade fluida. É um teste não verbal de múltipla escolha. Os participantes devem completar uma série de desenhos identificando características relevantes com base na organização espacial de uma série de objetos e escolhendo um objeto que corresponda a uma ou mais características identificadas.  Esta tarefa avalia a capacidade de considerar uma ou mais relações entre representações mentais ou raciocínio relacional. Analogias proposicionais e tarefas de decisão semântica também são usadas para avaliar o raciocínio relacional.  

### Testes de habilidades cognitivas de Woodcock-Johnson, terceira edição
Nos Testes de Habilidades Cognitivas de Woodcock-Johnson, Terceira Edição (WJ-III), gf é avaliada por dois testes: Formação de Conceitos e Síntese de Análise.  As tarefas de Formação de Conceitos exigem que o indivíduo use o pensamento categórico; As tarefas de Síntese de Análise requerem raciocínio sequencial geral. 

### Escalas de Inteligência Wechsler para Crianças, Quarta Edição
As Escalas de Inteligência Wechsler para Crianças, Quarta Edição (WISC-IV)  são usadas para ter uma medida geral da capacidade cognitiva com cinco pontuações de indexação primárias. No WISC-IV, o Perceptual Reasoning Index contém dois subtestes que avaliam gf: Matrix Reasoning, que envolve indução e dedução, e Picture Concepts, que envolve indução. 

## Desenvolvimento ao longo da vida
A inteligência fluida atinge o pico por volta dos 20 anos e depois declina gradualmente.  Esse declínio pode estar relacionado à atrofia local do cérebro no cerebelo direito, à falta de prática ou ao resultado de alterações cerebrais relacionadas à idade. 
A inteligência cristalizada geralmente aumenta gradualmente, permanece relativamente estável durante a maior parte da vida adulta e começa a declinar após os 65 anos.  A idade exata de pico das habilidades cognitivas permanece indefinida. 

## Inteligência fluida e memória de trabalho
A capacidade de memória de trabalho está intimamente relacionada à inteligência fluida e foi proposta para explicar as diferenças individuais em gf.  Sugeriu-se que a ligação entre memória de trabalho e gf poderia ajudar a resolver mistérios que intrigaram os pesquisadores em relação aos dois conceitos. 

### Neuroanatomia
De acordo com David Geary, gf e gc podem ser atribuídos a dois sistemas cerebrais separados. A inteligência fluida envolve o córtex pré-frontal dorsolateral, o córtex cingulado anterior e outros sistemas relacionados à atenção e à memória de curto prazo. A inteligência cristalizada parece ser uma função de regiões do cérebro que envolvem o armazenamento e uso de memórias de longo prazo, como o hipocampo. 

### Pesquisa sobre o treinamento da memória de trabalho e o efeito indireto do treinamento na capacidade fluida
Como se acredita que a memória de trabalho influencia o gf, o treinamento para aumentar a capacidade da memória de trabalho pode ter um impacto positivo no gf. Alguns pesquisadores, no entanto, questionam se os resultados das intervenções de treinamento para aumentar gf são duradouros e transferíveis, especialmente quando essas técnicas são usadas por crianças saudáveis e adultos sem deficiências cognitivas.  Uma revisão meta-analítica publicada em 2012 concluiu que "os programas de treinamento de memória parecem produzir efeitos de treinamento específicos de curto prazo que não se generalizam". 